# James Harvey Rogers
James Harvey Rogers (Society Hill, Carolina do Sul, 25 de setembro de 1886 – Rio de Janeiro, 13 de agosto de 1939) foi um economista estadunidense.
Foi palestrante convidado do Congresso Internacional de Matemáticos em Toronto (1924: Vilfredo Pareto, the mathematician of the social sciences).

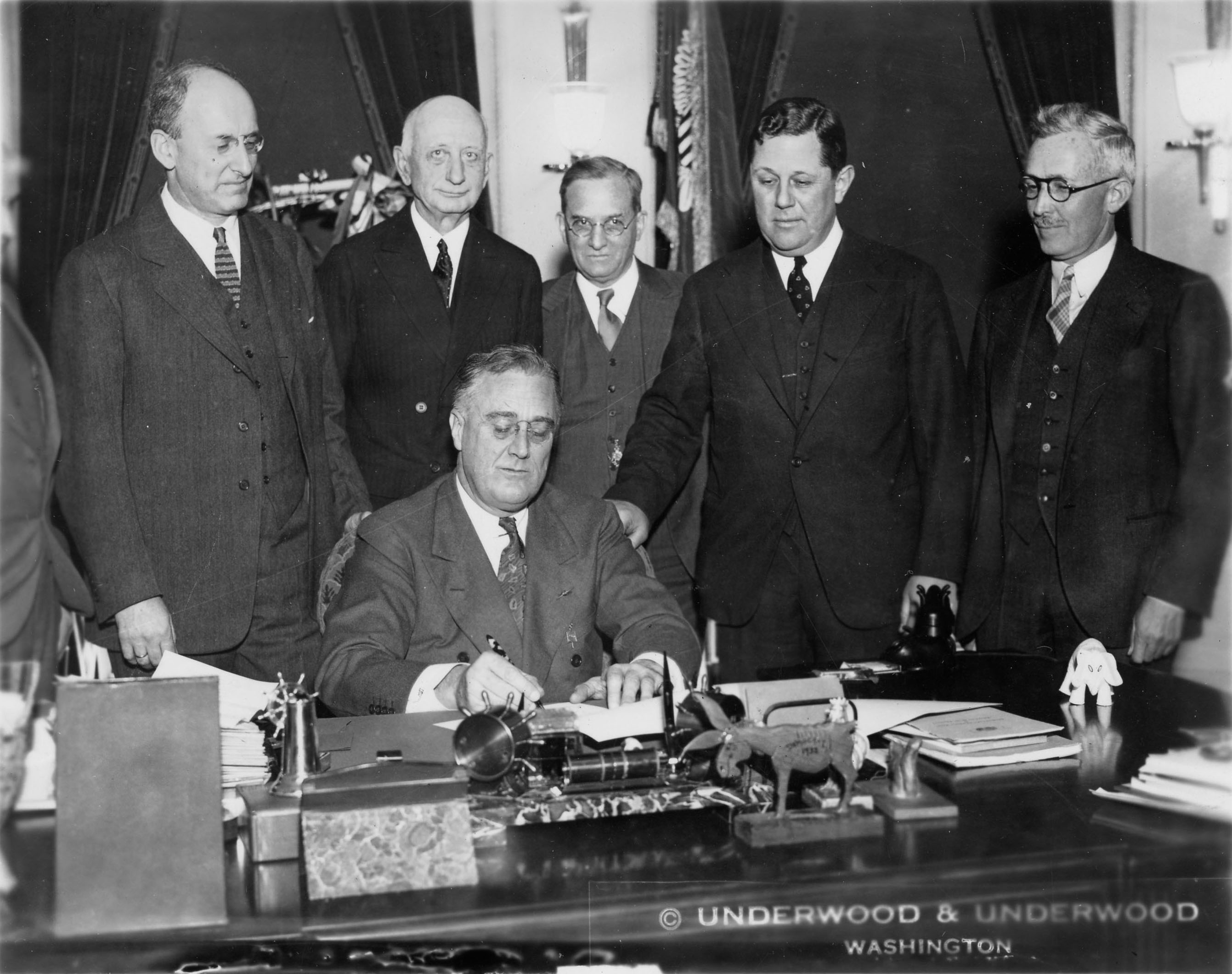
Esquerda para direita: Henry Morgenthau Jr., Eugene Robert Black, George Frederick Warren, Samuel Rosenman e James Harvey Rogers participam da cerimônia de assinatura pelo presidente Roosevelt do Gold Reserve Act, tornado em lei em 30 de janeiro de 1934

## Morte
Em 13 de agosto de 1939, quando estava em missão de investigação do status da economia brasileira na Zona de Defesa Hemisférica, seu avião caiu nas proximidades do Rio de Janeiro. Foi enterrado no Welsh Neck Baptist Church Cemetery em Society Hill.

### Obras por James Harvey Rogers
- Rogers, James Harvey (maio de 1926). «The Effect of Stock Speculation on the New York Money Market». Oxford University Press. Quarterly Journal of Economics. 40 (3): 435–462. JSTOR 1885173. doi:10.2307/1885173
- Rogers, James Harvey (1927). Stock Speculation and the Money Market. Columbia, Mo.: Lucas Brothers
- Rogers, James Harvey (1928). «Vilfredo Pareto: the Mathematician of the Social Sciences» (PDF). In:  Fields, John Charles. Proceedings of the International Mathematical Congress held in Toronto, August 11-16, 1924. II. Toronto: The University of Toronto Press. pp. 969–972
- Rogers, James Harvey (1929). «Foreign Markets and Foreign Credit» (PDF). In:  Parker, William N. Report of the Committee on Recent Economic Changes, of the President's Conference on Unemployment. New York: National Bureau of Economic Research / McGraw-Hill Book Company, Inc. pp. 709–756. ISBN 0-87014-012-4
- Rogers, James Harvey; Maffry, August; Landman, Robert E. (1929). The Process of Inflation in France, 1914-1927. New York: Columbia University Press
- Rogers, James Harvey; Edmiston, Henry H.; Helm, Florence (1931). America Weighs Her Gold. New Haven, Conn.: Yale University Press
- Rogers, James Harvey (29 de janeiro de 1932). «Federal Reserve Policy and the Gold Standard». In:  Norman Wait Harris Foundation. Reports of Round Tables: Gold and Monetary Stabilization. Chicago, Ill.: University of Chicago. pp. 148–191
- Rogers, James Harvey (maio de 1932). «Foreign Credits and International Trade». Academy of Political Science. Proceedings of the Academy of Political Science. 15 (1): 6–12. JSTOR 1172736. doi:10.2307/1172736
- Rogers, James Harvey (setembro de 1932). «Gold, International Credits and Depression». American Statistical Association. Journal of the American Statistical Association. 27 (179): 237–250. JSTOR 2278157. doi:10.1080/01621459.1932.10502614
- Rogers, James Harvey (janeiro de 1933). «The Absorption of Bank Credit». Econometric Society. Econometrica. 1 (1): 63–70. JSTOR 1912231. doi:10.2307/1912231
- Rogers, James Harvey (março de 1933). «Federal Reserve Policy in World Monetary Chaos». Economic Association. The American Economic Review. Supplement, Papers and Proceedings of the Forty-fifth Annual Meeting of the American Economic Association. 23 (1): 119–129. JSTOR 53
- Rogers, James Harvey (maio de 1936). «The Prospect of Inflation in the United States». Academy of Political Science. Proceedings of the Academy of Political Science. 17 (1): 128–135. JSTOR 1172423. doi:10.2307/1172423
- Rogers, James Harvey (julho de 1936). «The Problem of International Monetary Stabilization». Sage / American Academy of Political and Social Science. The Annals of the American Academy of Political and Social Science. 186: 34–40. JSTOR 1020604. doi:10.1177/000271623618600107
- Rogers, James Harvey (1937). «Monetary Initiative in a Traditional World». In:  Gayer, Arthur D. The Lessons of Monetary Experience. New York: Farrar and Rinehart. pp. 99–116
- Rogers, James Harvey (1938). Capitalism in Crisis. New Haven, Conn.: Yale University Press